# Банниково (Тюменская область)
Ба́нниково — село в Абатском районе Тюменской области России. Административный центр Банниковского сельского поселения.

## География
Село Банниково расположено на правом берегу реки Ишим, соседствует с селом Сычёво, деревнями Артамонова, Бокова, Горки. К востоку от села находится болото Круглое.

## Население
| 1989 | 2002 | 2010 |
| ---- | ---- | ---- |
| 710  | ↘671 | ↘594 |

## Инфраструктура
В селе имеются клуб, детский сад, школа № 1, 5 магазинов, одно двухэтажное учительское здание, православная церковь, администрация сельского поселения, отделение банка, почта, ферма, также мемориальный комплекс (вечный огонь).
Улицы села Банниково: Гагарина, Майская, Механизаторов, Новая, Советская, Центральная, Школьная, Ишимский переулок.